# Maroantsetra
Maroantsetra (tidigare: Louisbourg) är en stad och kommun i regionen Analanjirofo i den nordöstra delen av Madagaskar. Kommunen hade 42 529 invånare vid folkräkningen 2018, på en yta av 33,36 km². Den ligger vid Antongilvikens norra ände, cirka 450 kilometer nordost om Antananarivo. Maroantsetra ligger i närheten av Masoala nationalpark.